# Nerone (Mascagni)

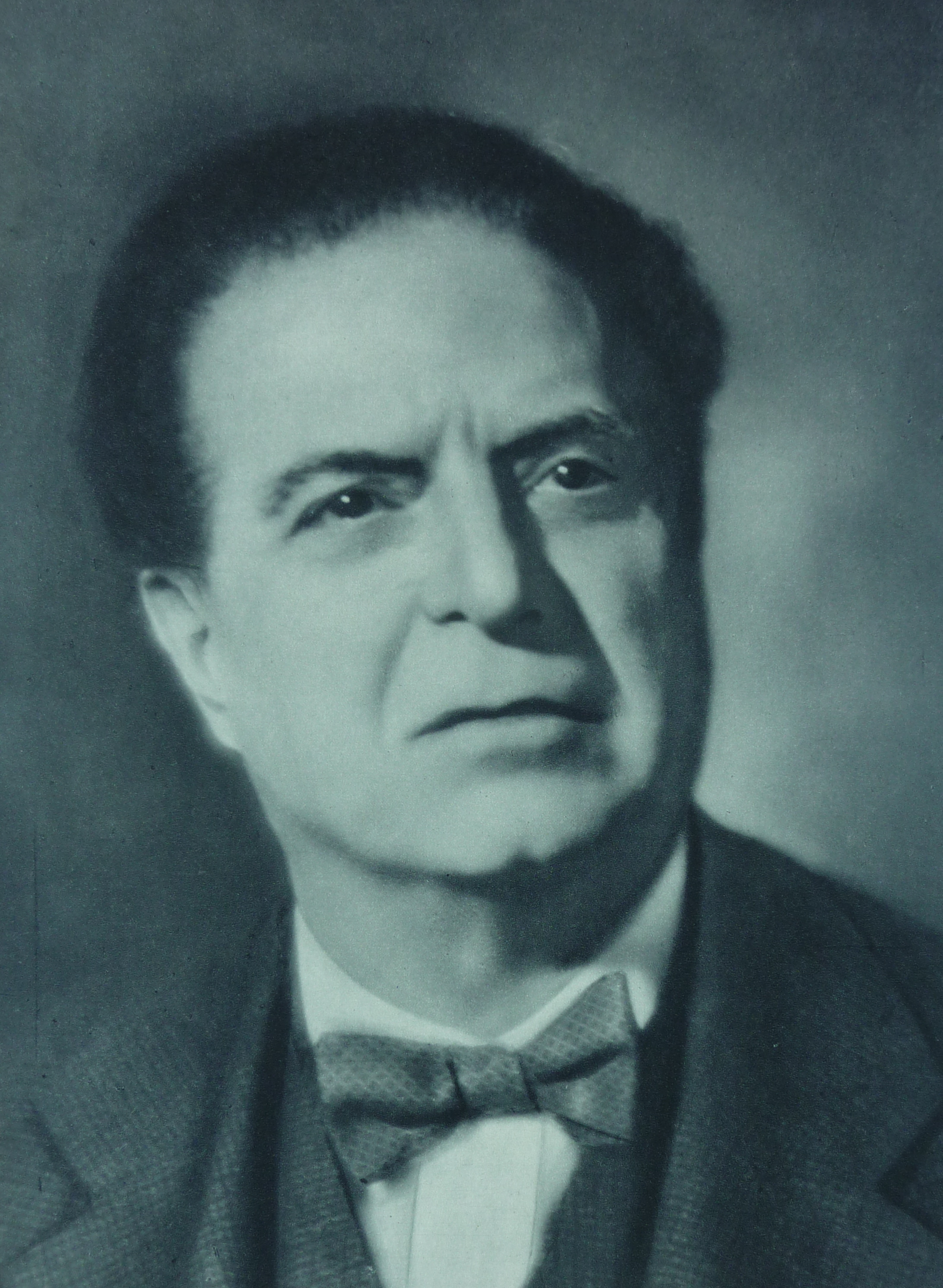
Pietro Mascagni

Nerone (Nero) är en italiensk opera i tre akter med musik av Pietro Mascagni och libretto av Giovanni Targioni-Tozzetti, efter Pietro Cossas pjäs Nerone från 1872. Det mesta av Mascagnis musik var hämtad från ett tidigare icke fullbordad projekt, Vistilia (från 1907) – musiken anpassades till att "passa" ett libretto utan något som helst samband.
Operan hade premiär den 16 januari 1935 på La Scala i Milano och dirigerades av Mascagni själv.

## Historia
Giovanni Targioni-Tozzetti och Guido Menasci, librettisterna till På Sicilien , hade redan 1891 föreslagit för Mascagni att Pietro Cossas komedi skulle göra sig som operalibretto. Mascagni var väl förtrogen med verket eftersom flera teatrar i Italien spelade stycket för fulla hus. Han attraherades av Cossas huvudperson; en blodtörstig härskare, samtidigt amatörpoet och obegåvad skådespelare, då han därmed blir löjlig som tyrann genom att presentera sina mänskliga utsvävningar. Men efter ett tag glömdes planerna bort. När Arrigo Boito 1900 presenterade librettot till sin opera med samma namn, väcktes åter Mascagnis intresse. Han bar sina librettister att återigen omarbeta texen men arbetet drog ut på tiden och 1925 avled Menasci utan att ha hunnit slutföra texten. Targioni-Tozzetti fick ensam slutföra librettot och 1934 var Mascagni klar med musiken. Men ingen teater var åtog sig att sätta upp det, förmodligen för att de fruktade eventuella vedergällningar från fascisterna. Slutligen åtog sig La Scala att sätta upp verket. Mottagandet från publiken var gynnsamt, kritikernas starkt delat, men bland de senare fanns mer fördömande än beröm. Den har visats i flera städer i Italien, men utanför landet endast i Zürich. 1986 åtog sig nederländska radion att framföra operan konsertant i Utrecht. Det är hittills den enda inspelningen av operan.

## Roller
| Personer                                   | Röststämma | Premiärbesättning 16 january 1935 Dirigent: Pietro Mascagni |
| ------------------------------------------ | ---------- | ----------------------------------------------------------- |
| Atte, en frigiven slavinna                 | sopran     | Lina Bruna Rasa                                             |
| Claudio Cesare Nerone                      | tenor      | Aureliano Pertile                                           |
| Clivio Rufo, president i senaten           | bas        | Duilio Baronti                                              |
| Egloge, en grekisk dansare                 | sopran     | Margherita Carosio                                          |
| Epafrodìto, Neros andra befriade tjänare   | baryton    | Fabio Ronchi                                                |
| Faònte, Neros befriade tjänare             | tenor      | Gino Del Signore                                            |
| Icèlo, centurion                           | tenor      | Giuseppe Nessi                                              |
| Menècrate, scenförfattare, vän till Nerone | baryton    | Apollo Granforte                                            |
| Vinìcio, prefekt för praetoriet            | baryton    | Aristide Baracchi                                           |
| Nevio, pantomimdansare                     | tenor      | Ettore Parmeggiani                                          |
| Pastore, en herde                          | tenor      | Nello Palai                                                 |
| Basilio, astrolog                          | bas        | Tancredi Pasero                                             |
| Petronio, gammal gladiator                 | bas        | Giuseppe Noto                                               |
| Mucrone, krogägare                         | bas        | Luciano Donaggio                                            |
| Eulogio, slavhandlare                      | bas        | Franco Zaccarini                                            |

## Handling
Första akten
På en krog i Rom pratar Nevius, Petronius och Eulogius om imperiets framtid. En utmattad slavkvinna, Egloge, anländer, följd av Nero och Menecrate. Männen jagar tydligen flickan och krogfolket, som inte känner igen förövarna, tar till hennes skydd. Ett stort bråk bryter ut, där Eulogius slår kejsaren till marken. Menecrate avslöjar förlorarens identitet. Skrämda av det eventuella straffet springer kämparna iväg i panik. Kejsaren störs inte av händelsen, ber om vin och börjar recitera i sitt berusade tillstånd. Vid det här laget går en befriad slavinna, Atte, till kejsaren och berättar att hon är kär i honom, men hon tillägger också att beteendet han just gjorde inte är värdigt en kejsare. Nero hotar flickan till livet men när han ser hennes mod, kommer han att förbarma sig över henne. Alla närvarande är förvånade över att kejsaren är underlägsen en av sina undersåtar, och de ser till och med konstiga ut att Menecrate måste hjälpa den berusade härskaren ut från krogen.
Andra akten
Nero frågar efter astrologen Babylus. Denne ser mycket lidande, nära stridigheter i staden och imperiet, och förutspår att en timme efter sin egen död kommer kejsaren också att dö. På grund av det oväntade svaret bryter kejsaren ut i ilska och avrättar Babylon. Han sänder bud efter Eglogé. Vid första anblicken blev han kär i flickan, förde henne till sitt palats och lovade henne frihet, vilket gjorde henne till hans konkubin. Men innan de kan återvända till hans sovrum bryter Atte sig in i dem. Hon uppmanar först den grekiska flickan att fly, och sedan, när hon ser hennes förvåning, drar han en kniv för att döda honom. Nero lyckas dock skruva loss kniven från hennes hand och avvärja mordet.
Tredje akten
Nero håller en ljusfest där han reciterar sina egna dikter. Atte lägger diskret ett snabbt dödande gift i Egloges glas. Flickan dricker intet ont anande drycken och dör omedelbart. Atte bestämmer ett liknande öde för Nero. Han vill stanna kvar som en stor härskare i folkets minne och inte uppleva förstörelsen av själva imperiet. Men ödet ingriper. Phaontis kommer med oroande nyheter: senaten har förklarat Nero som en fiende till sitt hemland och valt Galba till Roms ledare. Den nye ledaren hade redan tagit sig till Rom i spetsen för sina arméer. Nero och hans följeslagare tvingas fly. Men legionärerna tar reda på var de finns och kommer efter dem. Atte begår självmord, vill inte bli ett offer för Galbas soldater och hoppas att kejsaren kommer att göra detsamma, undkomma förnedring. Nero har dock inte modet att göra det. När legionärerna från Galba bryter in dörren knivhugger Phaontis kejsaren, så han åtminstone dog som härskare och inte som straffånge.

## Kända arior, körverk
- Entra fanciulla - duett mellan Nero och Egloge (andra akten)
- Gloria, Nerone, gloria - kör (tredje akten)
- Quando al soave anelito - Neros bön till Venus (tredje akten)
- Tu soffri, o mio tesoro - Duett mellan Nero och Egloge (tredje akten)
- Perché m'innamorai d'un uomo tanto - Attes avskedsaria (tredje akten)